# 田中健大
田中 健大（たなか けんた、8月24日 - ）は、日本の声優、俳優。愛知県出身。東京俳優生活協同組合所属。

## 来歴
2001年、名古屋アクターズスクールへ入所。2004年、劇団青年座附属俳優養成所に入所し、2006年から東京俳優生活協同組合所属。
主に俳優として映画・テレビドラマ・舞台に出演していたが、近年は声優およびイベントや生放送、情報番組、バラエティーのMCとしての活動が増えてきている。

## 出演
太字はメインキャラクター。

### テレビアニメ
2014年
- スペース☆ダンディ （村人たち）

2016年
- ワールドトリガー（2016年 - 2022年、犬飼澄晴） - 3シリーズ
- 霊剣山 星屑たちの宴（袁）
- くまみこ（司会）
- タイガーマスクW（2016年 - 2017年、尾崎リングアナウンサー）
- デジモンユニバース アプリモンスターズ（2016年 - 2017年、男性、ウォッチモン、バイラモンの子分、自衛隊員）

2017年
- ハンドシェイカー（男子生徒）
- 魔法使いの嫁（オークション会場の客）
- いぬやしき（男子生徒）

2018年
- HUGっと!プリキュア（出刃亀）

2019年
- 爆釣バーハンター（ペット原人）
- スター☆トゥインクルプリキュア（2019年 - 2020年、ノットレイ、スタッフ、生徒、とうまノットレイ、部下、兵隊、警備隊、SP、男子生徒、男性）
- ゲゲゲの鬼太郎（第6作）（ユウ、三田村）

2021年
- ドラゴンクエスト ダイの大冒険 (2020)（2021年 - 2022年、フォブスター、だいご、人々、モンスター、アリババ）

2022年
- ニンジャラ（チンピラ）
- 永久少年 Eternal Boys（2022年 - 2023年、ホスト、リポーター）

2024年
- 夏目友人帳 漆（祓い屋、的場門弟）

### 劇場アニメ
- K MISSING KINGS（2014年、セプター4隊員）
- 劇場版 うたの☆プリンスさまっ♪ マジLOVEキングダム（2019年、観客）
- 映画 スター☆トゥインクルプリキュア 星のうたに想いをこめて（2019年、宇宙ハンター）
- 映画 プリキュアミラクルリープ みんなとの不思議な1日（2020年、チクターク）

### OVA
- GRANBLUE FANTASY The Animation Extra 2（2017年、街の人A）

### Webアニメ
- バトルスピリッツ 赫盟のガレット / ミラージュ（2020年 - 2022年、MC健大、モーブ兵、ベリオ・プレブス）- 2作品

### ゲーム
2014年
- 戦国闘檄〜バーニングスピリッツ〜（成田長親）

2017年
- シノビナイトメア（立志傑将ヒデヨシ）

2018年
- 誰ガ為のアルケミスト（ヴィルヘルム）

2020年
- Dragon Marked For Death（龍血の一族の盗賊）
- モンスターストライク（2020年 - 2022年、童子切安綱、阿鼻、二宮隊〈犬飼澄晴〉）

2021年
- 原神（新之丞）

2022年
- バトルスピリッツ コネクテッドバトラーズ（阿暮ケン店長）

2023年
- サクライグノラムス（豊臣秀吉）
- スピードラッシュランナーズ（童子切安綱）
- インフィニティ ストラッシュ ドラゴンクエスト ダイの大冒険（フォブスター）

2024年
- ミストニアの翅望 -The Lost Delight-（フィリップ＝オルティス）
- カルドアンシェル（バタフライ♂ ）

### ドラマCD
- テイルズ オブ エクシリア2 双極のクロスロード
- 学園K -Wonderful School Days-
- できちゃった男子
- デジモンアドベンチャー
- 青春アドベンチャー

### 吹き替え
- グォさんの仮装大賞（グォの孫）
- Life 真実へのパズル（アミール・ダルバーシ）

### デジタルコミック
- 転生しても嫌われ王子だったので関係修復頑張ります。（2023年、通行人2、獣人1、使用人2、若い医者、獣賊3、獣人4、貴族3、酔った貴族、町人2、町の獣人[15]）

### 映画
- あしたの私のつくり方（2007年）

### 舞台
- 友情〜秋桜のバラード〜中日劇場・大阪松竹座ほか（東俊明）
- 私の青空！（バン）
- 桜吹雪・日本の心中（二歩の市）
- 冬物語（クリオミニーズ）
- 時の物語（漆原正人）
- HUGっと!プリキュアドリームステージ♪（パリピーノ〈メインBOSSキャラクター声の出演〉）
- スター☆トゥインクルプリキュアドリームステージ♪（ノットレイ〈声の出演〉）
- 朗読劇カラフル（2022年、真の父親）
- 宇宙家族ヤマダさん（2022年、ヤマダ父）

### イベントMC及びラジオパーソナリティ
- バトルスピリッツ
  - （2015年 - 2023年、カリスマのアグレッシブ健太としてジャンプビクトリーカーニバル他、幕張メッセやインテックス大阪などにて全国ツアーイベント司会、生配信MC、情報番組配信など）
  - （2023年- アンバサダーの田中健大としてジャンプビクトリーカーニバル他、幕張メッセやインテックス大阪などにて全国ツアーイベント司会、生配信MC、情報番組配信など）
- ジャパンオープンポーカー（2017年 - 2018年、大会進行司会）
- Doragon Marked for live（2019年 - 2020年、メインMC）
- インティクリエイツlive（2020年、メインパーソナリティ）
- ワールドトリガー生配信特番（2020年、犬飼澄晴役としてメインMC）
- ワールドトリガー劇場先行公開舞台挨拶（2020年、犬飼澄晴役としてメインMC）
- ジャンプフェスタ バンダイナムコピクチャーズブース(メインMC）
- タツノコプロ創立60周年記念LIVE アニマン祭（メインMC）

### シリーズ一覧
1. ↑  1stシーズン（2016年）、2ndシーズン（2021年）、3rdシーズン（2021年 - 2022年）